# Nowiny (Kisielnica)
Nowiny – kolonia wsi Kisielnica w Polsce, położona w województwie podlaskim, w powiecie łomżyńskim, w gminie Piątnica.
Do 1954 stanowiły gromadę o nazwie Kisielnica-Nowiny w gminie Rogienice, w skład której wchodziły Nowiny i Budy-Mikołajka (Kisielnica stanowiła odrębną gromadę Kisielnica).
W latach 1975–1998 kolonia administracyjnie należała do województwa łomżyńskiego.